# Nils Owen Schmitz
Nils Owen Schmitz (* 14. Juni 2001) ist ein deutscher Basketballspieler.

## Werdegang
Schmitz spielte als Jugendlicher bei der TSG Reutlingen und für den Nachwuchs der Tigers Tübingen in den Leistungsligen JBBL sowie NBBL. In der Saison 2019/20 spielte Schmitz beim FC Bayern München II in der 2. Bundesliga ProB.
Im Sommer 2020 wechselte Schmitz zum PS Karlsruhe in die 2. Bundesliga ProA. In der Saison 2020/21 erzielte er in 22 Spielen im Durchschnitt 2,5 Punkte je Begegnung und steigerte sich 2021/22 auf 4 Punkte je Begegnung. In der Sommerpause 2022 wurde Schmitz vom Zweitligakonkurrenten Medipolis SC Jena verpflichtet. Nach zwei Jahren bei den Thüringern ging er innerhalb der zweiten Liga zu den Eisbären Bremerhaven.